# Ernst Georg Pritzel
Ernst Georg Pritzel (15 de mayo de 1875 - 6 de abril de 1946, Berlín) fue un botánico, notable fitogeógrafo y taxónomo alemán.
Enseña Botánica en Berlín.
Realiza exploraciones en 1900-1902 en Sudáfrica, Australia Occidental (desde el 30 de octubre de 1900 a diciembre de 1901), Java, y Nueva Zelanda, con Ludwig Diels (1874-1945). Recolectan 5.700 especímenes.
Publica con Ludwig Diels:
- Fragmenta Phytographiae Australiae Occidentalis. Bot. Jahrb. 35, 662 pp. 1905)
- Südwest-Australien (Fischer, Jena, 1933)
- Wälder in Nordost-Queensland (Fischer, Jena, 1934)

Se especializa en las familias botánicas de las Lycopodiaceae, Psilotaceae, Pittosporaceae. Habría estado una 2ª vez en Australia (en Coolgardie) en 1907; aunque todo su herbario está datado: 1900-01. Se poseen 522 registros de sus identificaciones y nombramientos de especies (IPNI)

## Honores
Género de fungi
- Pritzeliella Henn. lo nombra en su honor en 1903

Especies botánicas
- (Asteraceae) Podotheca pritzelii P.S.Short[1]

- (Fabaceae) Acacia pritzeliana C.A.Gardner[2]

- (Iridaceae) Gynandriris pritzeliana (Diels) Goldblatt[3]

- (Iridaceae) Gladiolus pritzelii Diels[4]

- (Proteaceae) Grevillea pritzelii Diels ex Diels & E.Pritz.[5]

- La abreviatura «E.Pritz.» se emplea para indicar a Ernst Georg Pritzel como autoridad en la descripción y clasificación científica de los vegetales.[6]